# Реутов, Александр Андреевич
Алекса́ндр Андре́евич Ре́утов (род. 3 апреля 1936, Ундинские Кавыкучи, Читинская область) — советский, затем российский художник-примитивист, скульптор, фотокорреспондент и краевед. Действительный член Русского географического общества (с 1982 года), почётный гражданин города Амурска (с 1983 года), заслуженный работник культуры РФ (с 1998 года).

## Биография
Родился 3 апреля 1936 году в деревне Ундинские Кавыкучи Читинской области нынешнего Забайкальского края. В 1953 году окончил общеобразовательную школу в Сретенске, после которой работал лесорубом, выучился на камнетёса и механизатора в Горном Зарентуе. Спустя два года служил в Советской Армии до 1958 года, после которой начал работать шахтёром в Донбасе. После возвращения обратно на родину проработал один год дизелистом на электростанции Чигодинского заготовительного завода, затем до 1960 года проходчиком шахты Ханжевск-Северная Комбината. С мая по сентябрь этого же года бал рабочим отряда №90 Северо-Западного Аэрогеодезического предприятия, а с октября по февраль 1965 года проработал арматурщиком Хабаровского завода железобетонных изделий, участвовал в экспедиции на Кольском полуострове. Позже Александр Андреевич отмечал, что благодаря этой экспедиции у него появилось желание видеть Россию, её природу, хребты и дороги.
В феврале 1965 года Александр Реутов покинул Хабаровск, чтобы принять участие во Всесоюзной комсомольской стройке Амурска, войдя тем самым в ряды первостроителей этого города. Он работал в УМ № 4 электросварщиком, помощником машиниста железнодорожного крана на стройке, плотником в стройуправлении №854, также был землекопом, экскаваторщиком и трубоукладчиком, параллельно был редактором стенной газеты «Механизатор». Окружающая тогда город Амурск тайга вдохновила Александра Андреевича на занятие скульптурой (прежде всего из дерева), и в составе группы рабочих художников стал заниматься этим ремеслом.

## Творчество

### Живопись и фотография
В 1965 году, работая на хабаровском заводе арматурщиком, Александр Реутов стал участником студии художника Николая Глаголева, где пробовал рисовать акварелью — с этого момента началась его творческая деятельность. После экспедиции на Кольском полуострове, он стал пробовать рисовать в жанре пейзажа. Вскоре в его творчестве устоялись темы истории освоения Дальнего Востока, становление Российского Тихоокеанского флота, быт и культура коренных народов Приамурья. В основном работает в жанре живописи и графики, в картинах использует масло, акварель, гуашь и темперу. Испытал влияние от художников Николая Рериха, Пабло Пикассо, Рокуэлла Кента, поэзии Марины Цветаевой, а также от творчества русских авангардистов:
Мне нравится искусство русского авангарда. В нём целое созвездие имён замечательных судеб художников, которые меня по-настоящему волнуют, и я интересуюсь их работами, учусь понимать новые формы и направления в изобразительном искусстве. Что касается поэзии, то это особый мир. Было бы время читать поэтов! Их тысячи. Один другого ярче высотой дарования, трагичностью рока, образом прожитой жизни...
В 1973 году его «Зелёная картина» (альтернативное название — «Портрет бригады») была представлена на Выставке достижений народного хозяйства «Слава труду», которая была отмечена двумя дипломами Академии художеств СССР. В 90-е годы Реутов подготовил выставки в Москве, Хабаровске, Омсукчане, Чите, Комсомольске-на-Амуре, Ванино и в педагогическом центре Портленда (США). В 1992 году в Историко-краеведческом музее Москвы была организована его выставка «Под Андреевским флагом», приуроченная возвращению Андреевского флага Военно-морскому флоту России. На ней были представлены изображённые акварелью корабли и конструктивные композиции — машинные отсеки, дизельные шахты, узлы трансформации энергии движения и паровые котлы. На полотнах Реутова также были изображены средневековые галеры, купеческие галеоны, парусные бриги и фрегаты, боевые корабли и пароходы. В 1996 году в Главном штабе Военно-морского флота России в Москве прошла выставка его конструктивных акварелей, насчитывающая более сотни работ.
В 2007, 2010 и 2013 году был участником Международного фестиваля изобразительного искусства (Фестнаив) по направленности в примитивизм. В 2014 году Музей наивного искусства провёл персональную выставку Александра Реутова «Огни и ветры Босфора», на которой было представлено более пятидесяти флотских акварелей кораблей времён Первой мировой войны. В этом же году выставка его творчества также состоялась в Доме-музее Марины Цветаевой, спустя месяц иллюстрации уже могли увидеть в филиале музея в городе Королёве, а затем в Литературно-художественном музее Анастасии и Марины Цветаевых в городе Александрове. В 2015 году Музей наивного искусства представил другую персональную выставку художника «Морской бой», открытие которой состоялось в выставочном зале АРТ-Измайлово (структурное подразделение музея). Спустя год картины Реутова снова появились на выставке Дома-музея Марины Цветаевой.
С апреля по июнь 2024 года картины Реутова выставлялись в Дальневосточном художественном музее.
Начиная с 1966 года пробует себя в искусстве фотографии. Его авторству принадлежат фотографии деятелей искусства, которые в разные годы посещали Амурск — Борис Штоколов, Юрий Гуляев, Екатерина Шаврина, Валентина Толкунова, Кола Бельды, Зинаида Кириенко, Полад Бюль-бюль оглы, Ольга Воронец, Лариса Удовиченко, Александр Михайлов и другие. Как фотохудожник организовал съёмку нанайских и удэгейских старожил и мастериц коренных народов Приамурья, вошедшие в этнографический цикл коренных малочисленных народов Севера. Итогом его работы стало сто тридцать фотографий, хранящиеся в Музее Рерихов.

### Скульптура

#### Камень первостроителям Амурска
Художник начал работать со скульптурой после переезда в Амурск — в составе группы рабочих художников он стал создавать свои первые работы из дерева. На сегодняшний день он поставил пятнадцать монументальных памятных знаков. Среди памятников также есть камень, установленный им в 1998 году на месте первой высадки строителей города. На передней стороне художник выгравировал надпись «Весна 1958. Первостроителям Амурска», на обратной стороне герб города в авторском представлении, а на торце высечены топор, мастерок и кирка. На камне также изображены жилища аборигенов, показывающие связь с предками, рыба, что символизирует богатство Приамурья и теодолит, напоминающий гору Маглой — древнее шаманское святилище.

#### Знак узницам Амурлага

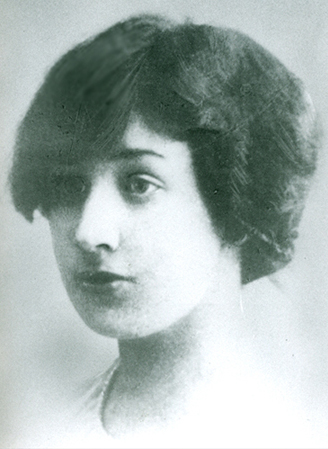
Авторству Александра Реутова также принадлежит ряд фотографий Анастасии Цветаевой в преклонном возрасте.

В 2000 году Александр Реутов поставил памятный знак «Труженицам Амурлага» с надписью «Труженицам АМУРЛАГА / 1936-56 гг. / Здесь трудилась Анастасия Ивановна Цветаева. Русская писательница впечатляющей судьбы. / Её жизнь остаётся совестью нашего общества» на острове Крохалёва — по мнению художника, именно на нём в лагерном пункте отбывала свой срок заключения Анастасия Цветаева. Перед его установкой Реутов искал информацию в местных архивах, слушал и записывал рассказы жителей из села Вознесенского, после чего посетил остров Голбон, где, по мнению свидетелей, существовал женский лагерь для выращивания овощей для администрации Амурлага. Продолжая исследования этого периода жизни Анастасии Цветаевой он отправился в Москву, где обратился с просьбой в Государственный музей изобразительных искусств имени А. С. Пушкина, после чего его пригласили на встречу с его директором Ириной Антоновой, которая, в свою очередь, посоветовала Реутову обратиться к искусствоведу Александре Демской — последняя дала точный адрес сестры Марины Цветаевой (тогда она жила в Доме творчества в Переделкино). Познакомившись с подругой Анастасии Ивановны Евгенией Куниной, художник отправился в дом по Борисоглебскому переулку, 6 (сейчас это Дом-музей Марины Цветаевой), где встретился с самой писательницей. Марина Ивановна рассказывала ему об Амуре, читала свои стихи о таёжной реке, говорила об острове, на который их забросили на барже, познакомился с сыном и дочерью младшей сестры Цветаевой.
Кандидат исторических наук Марина Кузьмина раскритиковала Реутова за неточность даты и времени нахождения Анастасии Цветаевой на знаке, так как Амурлаг был образован на Дальнем Востоке в 1929 году. Марина Александровна вспоминала, что такая ошибка поставила под угрозу установку памятника и подняла вопрос о смене названия самой работы (рассматривались варианты «Женщинам», «В память об Анастасии Цветаевой», а вместо Амурлага предлагали написать «Нижне-Амурлаг» или «Дальлаг»). Вместе с этим историк назвала его установку памятника «подвигом». Дальнейшее исследование истории жертв сталинских репрессий нашли своё отражение в творчестве художника — его двадцать рисунков на эту тему были представлены на выставке «Забытый лагерь» в Музее Анастасии Цветаевой.

#### Другие памятники
В 2001 году Александр Реутов установил на территории Центра национальной культуры села Ачан композицию из четырёх камней в честь 350-летия освоения Ачанского городка Ерофеем Хабаровым, первого русского поселения на Амуре. В 2004 году поставил памятный знак «Участникам первого сплава по Амуру» — Аргуню, первому амурскому пароходу и его командиру Александру Сгибневу. Он также является автором памятников «Защитникам Отечества» в воинской части посёлка Тейсин, «Ачан землепроходческий» — отряду казаков Ерофея Хабарова и скульптуры «Медведица и медвежонок».

## Критика и признание
Скульптурные группы Александра Реутова представляют собой совершенно уникальное явление в современном искусстве.

Художник, заслуженный деятель искусств Украины Виталий Валсамаки считал, что творчество Александра Реутова лишено «показушности, коньюктуры» и является «искренним»: «И пусть оно грубовато по форме, не ласкает взгляд изысканными оттенками цвета, изяществом рисунка, есть в нём полнота мироощущения, непосредственность видения окружающего мира». Валсаками также отметил, что он обязан Александру Реутову тем, что стал профессиональным художником: «Друг у друга мы учились, души свои искусством выпрямляли».
Он [Александр Реутов] самодеятельный художник, не учился в специальной школе, и это, наверное, даже лучше. Это самобытность души, которая меня поражает. Мои друзья, когда видят его работы, всегда удивляются – сколько в них экспрессии, но при этом есть композиционное чутьё, природный дар, цветовое решение. То, что всегда трогает и волнует. Его герои на картинах словно двигаются.
Освещая выставку Александра Реутова 1996 года в Главном штабе Военно-морского флота в Москве, в газете «Культура» отметили, что художник впервые воссоздал безвозвратно утраченный облик кораблей по оставшимся чертежам, наброскам и воспоминаниям. Издание также подчеркнуло, что его работы, основанные на схемах, отнюдь не механические и конструкторские, а художественные «воскрешения» души корабля, в её «нерасторжимом единстве с морем, небом и человеческим духом».
Евгений Егоров, научный сотрудник Историко-краеведческого музея Москвы, анализируя выставку Александра Реутова «Под Андреевским флагом», назвал «впечатляющими» его картины «Броненосец "Пётр Великий", флагман парового и подводного флота», «Броненосец "Ростислав"», «Капитан первого ранга Великий князь Александр Михайлович — организатор русской авиации», «Крейсер "Паллада"», «"Ретвизан" в Жёлтом море» и другие. В приведённом ряде картин Егоров увидел умение Реутова изображать соприкосновение корабля с водой. Несмотря на критику со стороны профессиональных художников и знатоков морского дела Е. В. Егоров отметил умение художника передавать формы, архитектуру и динамику движений кораблей. По его мнению, реутовские картины способны передавать романтику флота, показывают широкий творческий диапазон художника.
Татьяна Бельская, старший консультант правления Союза художников России, рассмотрев такие его работы, как триптих «Мореплаватели» и композицию «Ачанская стоянка отряда Хабарова», посчитала, что Реутову стоит учиться лучше анализировать события и «соизмерять задуманный образ со своими творческими способностями художника». Однако Бельская отметила, что эти работы ей не хочется относить к «поверхностным». В двух других его работах — «Художник и модель» и «Хиросима» Бельская увидела «беззаботную неумелость автора в рисунке, небрежность в построении формы». Но вместе с этим в их рельефах она увидела живость, экспрессию, новый взгляд на затронутые темы, «трепетную игру» цветотеней, а в фактурах порезки особую декоративность и индивидуальность художника. В ходе анализа Бельская также выделила такие работы Александра Андреевича, как «Атака», «Красуха», «Заксенхаузен», а «Мореплавателя Чирикова», «Дубель-шлюпку Прончищева» и «Поморы» назвала ещё более «свежими и самостоятельными». Подытожив, Татьяна Бельская посоветовала художнику чаще обращать внимание на творчество своих коллег, не бронзоветь и расширять свой спектр вкуса. Недостаток последнего, по её мнению, мешает Реутову избегать неровности в своём творчестве, и, следовательно, является его препятствием к приходу более устойчивого понимания искусства.
Искусствовед Наталия Толстая, инициатор выставки работ Александра Реутова в Дальневосточном художественном музее, обратила внимание на независимость художника от повестки дня. По её мнению, в творчестве Реутова можно увидеть синтез «текущего момента и вечности», а сам художник отличается своей независимостью от творческих тенденций, общением не только с настоящим, но и с «другими эпохами»:
Работы Реутова меня потрясли. У него такой нечеловечески мощный темперамент <...> Его имя прозвучит. Мы знаем много случаев, когда из самых отдалённых уголков нашей страны приходили настоящие таланты
Работе и творчеству А. А. Реутова были посвящены сюжеты кинохроник: «Пуск» (1967 г., режиссёр Александр Колесников), «Здесь отчизна моя» (1969 г., Дальневосточная студия кинохроники, режиссёр Евгений Легат), «Песня без слов» (1969 г., режиссёр Юрий Шиллер) «Дорогами сильных» (1970 г., режиссёр Евгений Легат), «Пять вечеров с Александром Реутовым (серия телепередач на Комсомольской студии ТВ, режиссёр Галина Гринько), «И свет Отечества в душе» (1975 г., режиссёр Галина Гринько), «Амурский берег» (1969 г., Хабаровская кинохроника, режиссёр Алёнкин) «Город продолжается» (1975 г., режиссёр Фёдор Фартусов) «Дорогой землепроходцев. Цикл "Москва - Владивосток"» (1976 г., ТО «Экран», режиссёр Михаил Кожин), «В кругу семьи» (1977 г., режиссёр Галина Гринько), «Романс. Лента» (1996 г., Московская студия ТВ по содействию Московского фонда культуры) и др. В апреле 2016 года в честь 80-летия прошла творческая встреча А. А. Реутова в Дальневосточной государственной научной библиотеке.
В газете «Тихоокеанская звезда» Реутов назван «выдающимся художником Хабаровского края».

## Общественная деятельность
Александр Реутов автор идеи создания, один из организаторов и фондообразователей краеведческого музея в Амурске — в числе первых, кто оказал ему поддержку, был Владимир Крысин, первый секретарь Амурского горкома КПСС. Александр Андреевич также принимал участие в обсуждении, предлагал эскизы и идеи для изображения герба города; среди его предложений было изобразить на нём вершину горы Маглой на фоне жилища аборигенов, означающие уважение к наследию коренного народа, а на правой стороне герба — геодезический теодолит, отсылающий уже на современность и на научный подход в использовании природных ресурсов. В итоге, так его макет герба был отклонён.
В октябре 1999 года принял участие в митинге от «Мемориала» ко Дню памяти жертв политических репрессий на Лубянской площади, был слушателем рассказов бывших узников лагерей из Колымы, Воркуты, Магадана и Чукотки.
Начиная с 2003 года, поддерживая связь с московским «Цветаевским костром» Александр Реутов организовывает свои «костры» — ежегодно они проводятся на острове Крохалёва, где читают стихотворения Марины Цветаевой и прозу её младшей сестры.

## Семья
Был женат на педагоге Вере Демьяновне (Остапенко) Реутовой (1937—2023). Отец Евгения Александровича Реутова (скончался в 2015 году) — после окончания десяти классов поступил в Дальневосточный государственный институт искусств. По переезде в Москву пробовал себя в прозе и поэзии, был сценаристом, актёром и композитором-песенником. Выступил в качестве режиссёра документального фильма о художнике Григории Потоцком, был главным редактором журнала «Окрошка». Дочь Анастасия — художник-педагог, живёт в Хабаровске. В 1989 году поступила на художественно-графический факультет Хабаровского педагогического института, после окончания которого занимается творчеством.

## Награды
- Почётная грамота Президиума Верховного Совета РСФСР (1975)[2][40];
- Действительный член Русского географического общества (с 1982 года)[16];
- Грамота Министерства обороны СССР (1982)[2];
- Почётный гражданин города Амурска (с 1983 года)[41];
- Звание «Заслуженный работник культуры Российской Федерации» (с 1998 года) — за заслуги в области культуры и многолетнюю плодотворную работу[42];
- Медаль «Потомству в пример» (к 300-летию Российского флота)[6];
- Бронзовая медаль ВДНХ[43];
- Два диплома Академии художеств СССР[43].